# Real Cuerpo de Ingenieros en el Río de la Plata
El arma de Ingenieros estuvo representada en el Virreinato del Río de la Plata por oficiales del Real Cuerpo de Ingenieros de España, no existiendo unidades de tropa específicas de la especialidad. Al momento de la Revolución de Mayo de 1810 existía una sección, con 6 plazas de ingenieros militares, dependiente de la Dirección General de Ingenieros de España y cuya función era proyectar fortificaciones y supervisar su construcción. Su comandante era un subinspector y director general y la dotación se dividía entre Buenos Aires y Montevideo.
Luego de la Revolución de Mayo los cinco oficiales del cuerpo que se hallaban en funciones se dividieron entre los partidarios del Consejo de Regencia de Cádiz (dos), que se hallaban destinados en Montevideo, y los que adhirieron a la Junta de Gobierno de Buenos Aires (tres), subsistiendo el Real Cuerpo de Ingenieros en los dos bandos antagónicos. Los dos ingenieros realistas de Montevideo se rindieron a la caída de la plaza el 23 de mayo de 1814, mientras que dos de los ingenieros situados en Buenos Aires se retiraron antes de 1811 permaneciendo solo en el cargo el brigadier Bernardo Lecocq, quien ya no estaba en funciones cuando el 8 de septiembre de 1813 el Gobierno de Buenos Aires aprobó la creación de la Compañía de Zapadores, primera unidad de tropa del Ejército Argentino del arma de ingenieros.
Cada batallón de infantería veterana española contaba con un cabo de gastadores y seis soldados que efectuaban tareas correspondientes al arma de ingenieros sin formar parte de él, lo cual continuó en los primeros ejércitos argentinos. 

## Real Cuerpo de Ingenieros durante la Gobernación del Río de la Plata
El 3 de julio de 1702 llegó a Buenos Aires con el gobernador Alonso Juan de Valdés e Inclán el primer ingeniero militar del Río de la Plata, José Bermúdez de Castro, quien realizó un mapa de parte de la Banda Oriental. 
La organización del cuerpo de ingenieros en España a imitación del de Francia se produjo a partir del nombramiento del ingeniero militar flamenco Jorge Próspero de Verboom por el rey Felipe V el 13 de enero de 1710 como ingeniero general de todos los Reales Ejércitos, plazas, y fortificaciones de todos los reinos, provincias y estados de S. M. El Real Cuerpo de Ingenieros fue creado en España el 17 de abril de 1711 cuando lo aprobó el rey.
En julio de 1717 llegó a Buenos Aires el ingeniero Domingo Petrarca con el gobernador Bruno Mauricio de Zabala, quien secundó como ayudante, y luego sucedió en el cargo, a Bermúdez de Castro. Petrarca participó en las obras de fortificación de Montevideo y al morir en 1736 no fue reemplazado hasta julio de 1740, cuando arribó el ingeniero Diego Cardozo del Espino junto con su sobrino el ayudante delineador Francisco Rodríguez Cardozo, quien no formó parte del cuerpo hasta 1747. Cardozo del Espino fue designado ingeniero en jefe de la comandancia en febrero de 1747 y proyectó y dirigió diversas obras en Montevideo, entre ellas la Ciudadela, falleciendo el 5 de marzo de 1757. Como jefe del detall Rodríguez Cardozo continuó diversas obras militares iniciadas por su tío en Montevideo, Colonia del Sacramento y la Fortaleza de Santa Teresa, falleciendo en 1774. En 1731 existían sólo 4 oficiales del cuerpo en todo el Virreinato del Perú (2 en Lima, 1 en Chile y otro en Buenos Aires). El ingeniero Juan Francisco Sobrecasas arribó a Buenos Aires en abril de 1748 con destino a Misiones (o a Chile) luego de la firma del Tratado de Madrid (1750). Sobrecasas trabajó en las fortificaciones de Maldonado y de Ensenada de Barragán, muriendo en 1767. 
En febrero de 1761 arribó a Buenos Aires el ingeniero Antonio Aymerich y Villajuana, asumiendo la comandancia vacante desde 1757 y participando en la construcción del Real de San Carlos y fortificaciones en Montevideo y Maldonado. En noviembre de 1762 se incorporó a la dotación del Real Cuerpo de Ingenieros en el Río de la Plata el ingeniero francés Juan Bartolomé Howell (o Havelle), luego de ser tomado prisionero como parte de las tropas portuguesas de Colonia del Sacramento. Este ingeniero proyectó y dirigió fortificaciones de Montevideo, Colonia del Sacramento, Santa Teresa y el Cuartel de Dragones de Maldonado, falleciendo en Montevideo el 4 de febrero de 1783. En 1767 la dotación aumentó al llegar destinados José Antonio de Borja, como jefe del detall de Montevideo y Esteban de O'Brien, para construir fortificaciones en las islas Malvinas.
En 1768 el rey promulgó la Ordenanza General del Ejército que reorganizó al Real Cuerpo de Ingenieros como un arma separada. Entre 1770 y 1771 el comandante general de ingenieros de España, Juan Martín Cermeño, viajó al Río de la Plata en misión de inspección, proyectando la ampliación de las defensas de Montevideo. Para esa tarea el 6 de enero de 1772 arribó a Montevideo el ingeniero Joaquín del Pino (gobernador de Montevideo desde marzo de 1776 a 1789, cuando pasó a Charcas). En abril de 1773 arribó Miguel Juárez de Sandoval, quien remplazó a Borja como jefe del detall y junto con él arribó destinado a Buenos Aires el ingeniero Bernardo Lecocq.
Durante la campaña contra los portugueses en Río Grande del Sur el gobernador de Buenos Aires Juan José de Vértiz y Salcedo ordenó la construcción del Fuerte de Santa Tecla en los contrafuertes de la sierra Geral a principios de 1774, para evitar que los portugueses siguieran arriando ganado vacuno de la región. La fortificación fue construida por Lecocq (bajo las órdenes de Del Pino), quien también reforzó las fortificaciones del Fuerte de San Miguel y de la Fortaleza de Santa Teresa en 1775.

## Real Cuerpo de Ingenieros durante el Virreinato del Río de la Plata
En la expedición de Pedro de Ceballos, primer virrey del Río de la Plata, arribaron en 1776 al nuevo virreinato 12 oficiales del Real Cuerpo de Ingenieros: arquitecto, brigadier e ingeniero director Pedro Cermeño; brigadier e ingeniero director Miguel Moreno; brigadier e ingeniero en jefe del Río de la Plata Ricardo Ayllmer; ingeniero en jefe Juan Escofet; ingeniero en segundo Alejandro Desangles; los ingenieros ordinarios Felipe Ramírez y Francisco de Paula Esteban; ingeniero extraordinario José del Pozo y Sucre; con el grado de alférez real, ayudante mayor Pedro Andrés García y los ayudantes de ingeniero José Pérez Brito, José del Pozo y Marquy y Joaquín de Villanueva. La mayoría de ellos retornaron a España al finalizar la campaña, pero Ayllmer, del Pozo, y Pérez Brito se incorporaron a la dotación del Río de la Plata. Se sumó también al brigadier portugués ingeniero José Custodio de Sa y Faría, luego de ser tomado prisionero y desertar de las fuerzas portuguesas, aunque proyectó diversas construcciones en Buenos Aires y en Montevideo, no integró formalmente el Real Cuerpo de Ingenieros. Pérez Brito había permanecido en Montevideo hasta 1784, cuando regresó a España, pero retornó al Río de la Plata en 1788.
En sustitución de Ayllmer, desde 1781 la Comandancia de Ingenieros del Virreinato del Río de la Plata fue ocupada por Carlos Cabrer, quien arribó con su hijo el ingeniero José María Cabrer. En diciembre de 1786 Carlos Cabrer fue sustituido en la comandancia por José García Martínez de Cáceres. Éste el 28 de enero de 1803 pasó a ser agregado al Estado Mayor de la Plaza de Buenos Aires, dejando su cargo de comandante a Bernardo Lecocq, que había participado en 1783 como ingeniero de la partida demarcadora de límites con Portugal a las órdenes del demarcador José Varela y Ulloa. En 1800 arribó Mauricio Rodríguez de Berlanga.
Al momento de las Invasiones Inglesas había en el Río de la Plata una sección compuesta de 8 ingenieros militares, pero que recibían la colaboración de ingenieros voluntarios pertenecientes a otras armas del ejército, tales como Pedro Antonio Cerviño. El 20 de enero de 1807 Lecocq fue derrotado por los británicos en el Combate del Cardal, cuando desempeñaba el cargo de jefe de extramuros de Montevideo. En 1807 arribó el último ingeniero militar, Martín Casimiro de Lasala.

## Revolución de Mayo
Al producirse la deposición del virrey Baltasar Hidalgo de Cisneros el 25 de mayo de 1810 la sección del Real Cuerpo de Ingenieros en el Río de la Plata estaba compuesta por: un director (Bernardo Lecocq), dos coroneles (José María Cabrer, José del Pozo y Marquy), un teniente coronel (vacante), un sargento mayor (Mauricio Rodríguez de Berlanga), y un capitán (Martín Casimiro de Lasala).
Lecocq, Cabrer y Berlanga se hallaban en Buenos Aires y adhirieron a la Junta Provisional, mientras que Pozo y Marquy, y Lasala quedaron en Montevideo en donde realizaron diversas obras a las órdenes del virrey Francisco Javier de Elío y cayeron prisioneros cuando cayó la ciudad en 1814.
El Real Cuerpo de Ingenieros bajo la dependencia del gobierno de Buenos Aires quedó debilitado al retirarse Cabrer (entre 1810 y 1811) y Rodríguez de Berlanga (en 1811) y desapareció de hecho al retirarse del servicio activo Lecocq hacia 1812 o 1813. Su última actuación registrada fue la junta de guerra del 28 de septiembre de 1812 convocada para aconsejar al Primer Triunvirato sobre las medidas a tomar ante la derrota del Ejército del Norte en el Alto Perú.

## Restablecimiento del arma de ingenieros en las Provincias Unidas
A fines de agosto de 1813 el comandante de la guarnición de Buenos Aires, coronel José de San Martín, propuso al gobierno de las Provincias Unidas del Río de la Plata la creación de una compañía de zapadores de 50 hombres y 2 oficiales. El 8 de septiembre de 1813 la propuesta fue aprobada y el teniente coronel Eduardo Holmberg fue nombrado jefe de una compañía de 100 hombres, siendo los demás oficiales: el capitán Martí de Jeaume, el teniente de la Hoyuela y el subteniente Durán.